# NGC 7209
NGC 7209 (другое обозначение — OCL 215) — рассеянное скопление в созвездии Ящерица. Открыто Уильямом Гершелем 19 октября 1788.
Этот объект входит в число перечисленных в оригинальной редакции «Нового общего каталога».